# 勃兰登堡协奏曲
《勃兰登堡协奏曲》（德語：Brandenburgische Konzerte），是德国作曲家约翰·塞巴斯蒂安·巴赫创作的一组共六首的大协奏曲体裁的管弦乐作品，是他最著名的代表作之一。

## 背景
关于《勃兰登堡协奏曲》的创作缘由，学界普遍存在两种主要说法。一种观点认为，该组曲是巴赫应勃兰登堡-施韦尔特侯爵克里斯蒂安·路德维希的邀请而创作。1719年，巴赫奉科滕大公利奥波德之命前往柏林选购乐器时，与侯爵相识，并曾为其演奏作品。
另一种观点则认为，巴赫早已在科滕时期创作了这些作品，在收到侯爵的请求之后，略作修改整理，并将这六首作品献给对方。
可以确定的是，1721年3月24日，时年36岁的巴赫将这六首作品连同一封措辞极为谦逊的献辞信函，一并寄呈勃兰登堡侯爵。这封信和作品手稿现存于柏林国立图书馆，为研究该作品的重要史料。
据研究，巴赫曾经在科滕演出过这六首协奏曲，而直到1734年勃兰登堡侯爵去世，他也没有听到过这些以他的封地命名的作品。乐谱和其他杂物一起被低价卖出，辗转流落到普鲁士公主阿玛丽亚手中。
这六首《勃兰登堡协奏曲》属于18世纪流行的大协奏曲体裁，区别于后世更为常见的独奏协奏曲。大协奏曲的结构特点在于由一组少量的独奏乐器（称为“主奏部”）与一组人数较多的乐器（称为“全奏部”）之间的对比与呼应。
在《勃兰登堡协奏曲》中，第2号、第4号和第5号属典型的大协奏曲写法，设有明确的独奏乐器组合与全奏部之间的对位关系。而第1号、第3号和第6号则更接近于室内乐风格，其结构中并无明显的独奏组，而是由乐队内部不同声部间形成对比。
整体来看，这组协奏曲的乐队编制相对精简，通常在七至十三件乐器之间，主要由弦乐构成织体，木管乐器常在独奏部分中占据重要地位。铜管乐器的运用较为节制，仅第1号协奏曲使用了圆号，第2号协奏曲则包含高音小号。
独奏组的乐器数量不等，通常为三至四件。低音部分由通奏低音负责，通奏低音一般由低音弦乐器（如大提琴或低音提琴）与键盘乐器（如羽管键琴或古钢琴）共同演奏，起到和声支撑与节奏基础的作用。
根据当时协奏曲的惯例，作品通常采用三乐章结构，顺序为快板—慢板—快板。第一乐章往往是节奏鲜明、结构严谨的快板，具有典雅、华丽乃至庄严的气质；第二乐章则为抒情的慢板，呈现出沉思、忧伤或甜美等多样化的情感表达；第三乐章再次转为快速节奏，常带有舞曲性质，富于技巧性与光彩。
《勃兰登堡协奏曲》在整体上虽遵循这一基本结构，但也展现出高度的多样性与创新。例如，第1号协奏曲包含四个乐章，在传统的快—慢—快结构之后增添了由小步舞曲、三声中段以及华丽的波兰舞曲组成的终曲部分，具有浓厚的宫廷舞蹈风格。
第3号协奏曲则独特地省略了完整的慢板乐章，仅以两个和弦作为两个快板乐章之间的过渡，表现出某种结构上的极简与实验性。
第2号、第4号和第5号协奏曲作为典型的大协奏曲，结构严谨，其第三乐章均为严格的赋格乐章。此类乐章中，独奏乐器之间轮番展开主题陈述与模仿，展现出复调写作的高超技艺，使乐曲在旋律织体与和声推进中达到高潮，充满动感与光辉。

## 分析

### 第1号勃兰登堡协奏曲
第1号勃兰登堡（作品號BWV 1046）的旋律同样出现在第52康塔塔“虚伪的世界，我不相信你”（"Falsche Welt, dir trau ich nicht", 1726），以及第207康塔塔“调谐不同的琴弦”（"Vereinigte Zwietracht der wechselnden Saiten", 1726）当中，作为其中序曲和利托奈罗的基础。有一个早期版本，BWV 1046a，以前和管弦乐组曲编在一起，为BWV 1071。
第1号使用了全部弦乐器另加一把高音小提琴（violin piccolo），管乐有二把圆号，三把双簧管和一把大管，另有通奏低音。第1号可以说是一首巴洛克编制的小交响曲，这么说倒不是因为四个乐章的标准交响曲布局，而是指其中乐队的交响色彩，它并没有明显的独奏乐器组，而是呈现交响化的趋势，声部间大量的穿插，相互映衬，高音小提琴，双簧管和圆号都有很多施展的机会。
第一乐章
F大调。无速度标记（应当为快板），
 拍
由小提琴呈示的主题辉煌有力，犹如太阳照亮大地一般，双簧管和圆号的声音则显得欢快而富有生机，充满了春日的气息。在通奏低音的背景之上，小提琴，双簧管和圆号竞相绽放，其中高音小提琴的声音尤为明亮，就像燕子一样掠过天边，宣告着生命的复苏。
第二乐章
D小调。柔板，
 拍
双簧管演奏的主题悠长哀婉，同时弦乐器和通奏低音配以一个犹如心脏跳动的重复的和弦，更给主题带来了一丝悲伤和凝重。随后高音小提琴重复主题，进一步刻画旋律的线条，双簧管则参与到固定节奏型的和弦中。紧接着是大提琴，低音提琴呈示主题，然后高音小提琴和双簧管使用主题的素材形成卡农，乐曲的发展逐步展开，围绕着主题，高音小提琴，双簧管和高音和低音弦乐器相互交织，在高潮处被庄严的齐奏截断，双簧管平静的经过句把乐曲引入了尾声，後乐队又演奏了几个和弦，並终止于齐奏的属和弦。
第三乐章
F大调。快板，
 拍
圆号重新回到了乐队当中，小提琴为首的弦乐器展現坚定嘹亮的声音。随后的是高音小提琴，双簧管和圆号的表演，欢快的旋律交相辉映，融洽的问答，不时插入弦乐器快乐的合唱，其中也有片刻的迟疑，不过迅速被欢乐盖过和淹没。
在早期的版本BWV 1046a中，第三乐章被略去不演。
第四乐章
F大调。小步舞曲-三声中段I-波蘭舞曲-三声中段II，
 拍
小步舞曲+反复--三声中段I--小步舞曲--波罗乃兹-小步舞曲-三声中段II-小步舞曲
第四乐章的主体是典雅端庄的小步舞曲，总共被重复了4次，第一次出现反复一次，之后插入大管和二把双簧管的重奏组成的三声中段I，双簧管溫柔的搭配大管沉稳宽厚的声音。小步舞曲第二第三次出现不反复，其间插入复三部曲式的波蘭舞曲，旋律明亮多彩，第三次出现之后是三声中段II，同样是重奏，乐器换成了双簧管和圆号，曲调的色彩也变成了轻松愉快，一派开阔的田园风光。最后是第四次重复典雅的小步舞曲。

### 第2号勃兰登堡协奏曲
第2号（作品號BWV 1047）的独奏乐器组包括直笛，双簧管，小提琴和一把高音小号四件乐器，乐队一方则是弦乐器和通奏低音。在第2号勃兰登堡协奏曲里面，无论是第一乐章灿若星辰的宣言，还是第三乐章呈示主题那嘹亮的号角的声音，都离不开高音小号独特的音区和演奏家出色的技巧。
第一乐章
F大调。无速度标记（应当为快板），
 拍
第一乐章的主题由乐队的全奏呈示，生动明亮，之後高音小号迫不及待的“闯入”。小提琴，双簧管，直笛在弦乐队呈示主题之后依次演奏独奏乐器组的主题，随后四件独奏乐器形成华丽的织体，深入挖掘主题的种种发展可能，音色的对比让这种发展更加的绚烂多彩，乐队有时仅仅作为通奏低音，衬托上方的独奏乐器的卡农，有时候作为伴奏或合奏，参与到发展当中，有时候则演奏那个明亮的主题，展现它丰富的魅力。时長約5分鐘。乐章的高潮在大约2/3的地方出现，高音小号嘹亮的声音穿越了寂靜。
第二乐章
D小调。行板，
 拍
第二乐章没有高音小号参与，是直笛，双簧管，小提琴和通奏低音的“奏鸣曲”，与后世真正的奏鸣曲不同的是，这里的奏鸣曲并没有主部副部的对比，并不把这种对比的戏剧性冲突作为乐曲发展的动力来源和主线，而是在节奏不断循环往复的安宁的通奏低音之上，由直笛，双簧管和小提琴形成美妙的“三重唱”。这个乐章可以说体现了巴洛克音乐的一些重要特点，那就是一种安宁，和谐的氛围和一种含蓄，内敛的审美追求。
乐曲一开头，首先出现的是通奏低音，它反复的节奏贯穿始终，旋律却在不断的运动发展。小提琴演奏主题的第一个动机，随后双簧管进入，演奏同样的动机，而小提琴则演奏第二个动机，紧接着是直笛演奏第一个动机，双簧管演奏第二个，这完全类似于赋格的结构，但是其后的发展相当自由，乐曲始终建立在同样节奏型的通奏低音的基础上，而高音部的三件乐器也一直围绕着两个动机作发展，通过旋律和音色的对比，映衬和穿插，形成种种奇妙的图景。
第三乐章
F大调。很快的快板，
 拍
第三乐章具有赋格的严整形式，主题由高音小号率先奏出，有着鲜明的舞蹈色彩，紧接着是双簧管和小号形成对位，小提琴和直笛随后进入。弦乐器像合唱一样进入到乐曲当中，预示了高潮的到来，高音小号嘹亮的声音引领着音乐最终走向了欢乐的顶点。

### 第3号勃兰登堡协奏曲
第3号勃兰登堡协奏曲（作品號BWV 1048）的乐队配置比较特别，仅仅使用了弦乐器，只有三把小提琴，三把中提琴，三把大提琴和作为通奏低音的一把低音提琴和一架羽管键琴。这种独特的乐器配置使得这首协奏曲更像是一部室内乐作品，声部之间的对话显得尤为重要，而乐器音色上较小的差别，也必须依靠出色的作曲技巧加以弥补。
第174号清唱劇“我用全心热爱上帝”（"Ich liebe den Hoechsten", 1729年）之序曲，乃脱胎于此曲第一乐章。
第一乐章
G大调。无速度标记（应当为快板），
 拍
第一乐章的主题典雅明丽，富有内在的动感。全奏呈示主题之后，乐队分为三组，主题也被分解为几个短小的动机，三个声部利用这些动机加以变化和发展，形成许多新的旋律，这些旋律又交织在一起，仿佛枝干的末端又会分出更细的枝干，枝干相互联结，织成了一张音响的网。音乐在连续不断的流动，各種變化无不是来自于最初的那个主题。
第二乐章
第一三乐章之间仅有一个小节的两个慢板和弦作为过渡。当然也有一些指挥和乐团会选择其他作品的慢板乐章，或是从其他的乐曲中截取片断，作为替代来演奏。也有不少演出將此段交由羽管鍵琴手即興發揮。
第三乐章
G大调。快板，
 拍
快速行进的主题依次出现在小提琴，中提琴和大提琴上，巴赫利用弦乐队展示了这个主题对位的可能性，转而在大提琴上给出了一个对比性的主题，随后的乐曲不时返回到最初的主题上，这个主题被不断的发展，变形，与对比主题融合，又脱离开，重新恢复到原始的状态。

### 第4号勃兰登堡协奏曲
第4号勃兰登堡协奏曲（作品號BWV 1049）的主奏部有一把小提琴和两支直笛，全奏部是弦乐队和通奏低音，整首乐曲的布局类似于第2号。在第4号当中独奏小提琴占据了重要地位，其中有炫技性的华彩段落出现，这使得这首乐曲类似于一首小提琴协奏曲。第4号勃兰登堡协奏曲写得典雅而平衡，热情孕育在精巧的结构当中，深得室内乐的精髓。
本曲另改编为第6号键盘乐器协奏曲（作品號BWV 1057），当中独奏小提琴的部分改由键盘演奏，键盘左手同时还担当低音部分。音色的不同使得作品的听觉感受有很大的不同，但是那许多奇妙的发展因为键盘乐器更加清晰强大的复调表现力，而更显为明了。
第一乐章
G大调。快板，
 拍
第一乐章的主题带有一点点小步舞曲的感觉，来自那典雅的三拍子，主题节奏明确，旋律单纯明朗。主题由直笛首先奏出，独奏小提琴随后加以发展，其中一高一低两个长音造成的主题声部和对位声部的交错相當巧妙。独奏小提琴引领着弦乐队和直笛按照卡农式的结构发展主题，而自己不时地为乐曲增加美妙的华彩乐段，利用小提琴的种种技巧，丰富乐曲的表现力。在类似于奏鸣曲式的再现部之前，最后一段的发展尤为动人，小提琴激动的旋律漂浮在弦乐器的背景之上，转调到小调的乐曲在直笛上悲泣。再现的主题扫除了一切的哀愁。
第二乐章
E小调。行板，
 拍
第二乐章是宁静的，主题缠绵悱恻，弦乐器和直笛轮流演奏，直笛略显单薄的声音仿佛空山幽谷的回声，孤独而平静。独奏小提琴处在伴奏的地位，演奏对位声部，衬托直笛对于乐队的重复。低音弦乐器演奏主题，更加加深了悲哀的气氛，但是在独奏小提琴和直笛的重唱之中，產生了一種希望感，直笛略显羞涩然而甜蜜的经过句似乎在预示着什么。
第三乐章
G大调。急板，
 拍
第三乐章是一首辉煌宏大的五声部赋格，中提琴，小提琴，大提琴先后在各自声部中呈示主题，最后呈示的是两支直笛。随后独奏小提琴以自由华丽的旋律进入，同时两支直笛开始展开密接合应，独奏小提琴一直在演奏着华彩性的旋律。弦乐队再次呈示主题后，对主题和答题作了变化，独奏小提琴随后延伸了这种变化，再次给出了华彩。
主题和答题不断出现在直笛，弦乐队和羽管键琴的音乐当中，而独奏小提琴也不时加入，或者演奏变化多端的华彩性的旋律，主题按照巴赫擅长的种种奇妙的发展方法，不断给人以惊喜。全曲结束于热烈欢畅的齐奏当中。

### 第5号勃兰登堡协奏曲
第5号勃兰登堡协奏曲（作品號BWV 1050）主奏部是小提琴，长笛和羽管键琴，全奏部是弦乐器和通奏低音。应该说第4号和第5号勃兰登堡具有一定的独奏乐器奏鸣曲的味道，第4号的独奏乐器当中小提琴地位突出，第5号的羽管键琴则占据了极为重要的地位，其中第一乐章有它的长篇独奏。
在篇幅上，第5号勃兰登堡协奏曲是所有勃兰登堡当中最长的一首。
第一乐章
D大调。快板，
 拍
全奏呈示欢快的主题，随后长笛和小提琴加以变化，羽管键琴则作为对位声部和通奏低音出现。随着长笛和小提琴的相互模仿，羽管键琴逐渐参与到二者的行列里，它们的节奏型越来越接近，逐渐融合在一起。主题又一次呈示的之后，羽管键琴华丽的声音已经成为了长笛和小提琴重唱的一部分，而不仅仅是低音了，羽管键琴逐渐盖过了它们逐渐静默的声音，单独演奏主题，开始了第一乐章的华彩段落。华彩建立在对于主题的变奏上，节奏一直延续了下来，而主题的旋律被分解，重新组合。約10分鐘長。
第二乐章
B小调。柔板，
 拍
这一个乐章在整套协奏曲里面是个例外，因为这里没有了乐队的全奏部，完全由长笛，小提琴，羽管键琴三重奏。乐章的主题深沉多情，先是长笛和小提琴在羽管键琴的伴奏下形成卡农形式，而后羽管键琴加入，形成三声部的对位。乐曲当中有两者的唱和，也有三者的相互模仿，其中小提琴和长笛常常一同歌唱，巧妙结合。和第二，第四勃兰登堡的第二乐章类似，这个乐章同样显得安宁而典雅，略带着忧伤。
第三乐章
D大调。快板，
 拍
主题轻快而富于歌唱性，由跳跃的音符组成。严谨的赋格技法渗透在音乐当中，小提琴，长笛，羽管键琴和弦乐队相继进入，赋格不仅仅是把横向的旋律伤脑筋地组合在一起，赋格更是音乐。这个乐章的插部十分美妙，同样如歌的主题，在独奏乐器和乐队之间，和原来的主题一同唱和。第三乐章同样有许多羽管键琴的重头戏，键盘乐器才是巴赫复调天才最能够体现的地方。密接合应的手法再次出现，小提琴和双簧管紧密地结合在一起，乐曲平和的走向了结尾。
早期版本当中，第一乐章的羽管键琴华彩比现在我们听到的要短许多，而第三乐章则多了四個小节。

### 第6号勃兰登堡协奏曲
第6号勃兰登堡协奏曲（作品號BWV 1051）的乐队配置类似于第3号，而更加的简单。第6号使用二把中提琴，二把低音维奥尔(类似于中提琴的乐器)，一把大提琴，和作为通奏低音的一把低音提琴和一架羽管键琴，总共只有七件乐器，而且没有使用小提琴，这也使得这首作品显得浑厚温暖。第6号勃兰登堡使用了高超的對位法，第一乐章绵延不绝的模仿对位，第二乐章如歌的赋格，第三乐章精彩的对位都是不可多得的精品。
第一乐章
B♭大调。无节奏标记（通常为快板或 Allegro moderato），
 拍
第一乐章使用了极其精巧的模仿对位手法，开头的主题是由两把中提琴奏出的，两个完全相同的主题，相差一个八分音符的长度相继进入而同时演奏。这个主题平和有力，而第二主题则更加生动，绵延的模仿对位产生了声部间相互追逐，相互交织的感觉。第一主题再次出现，出现了完全不同的色彩。巴赫不仅仅展示了他丰富的复调写作手法，同时也展现了他对于和声的把握能力。
第二乐章
E♭大调。柔板，
 拍
赋格。主题由中提琴呈示，富于抒情的意味，彷彿虔诚的祈祷，反复的吟诵。中提琴和中提琴，中提琴和维奥尔，中提琴和大提琴，乐曲展示了多个声部的交织，不变的是原本的主題。
第三乐章
B♭大调。快板，
 拍
第三乐章同样是一个舞蹈性的乐章，主题节奏鲜明，充满了阳光。和第一乐章一样，两把中提琴演奏模仿对位，不同的是，这里的模仿对位演奏的是与乐章主题不同的旋律，且常常是迅速把相差半拍的旋律收缩到相同的位置，也经常和主题以及主题的变形做对位。乐章具有类似輪旋曲式的结构，主题反复出现，而模仿对位的主题和乐器则发生变化，并以各种方式和主题形成复调结构。

## 軼事
- 第二号勃兰登堡协奏曲的第一乐章曾作为人类音乐的代表之一被刻录在一张唱片上，随着“旅行者2号”一同飞向外太阳系。
- 在电影《爱情故事》里面，作为羽管键琴学生的珍妮弗曾经演奏了第5号勃兰登堡协奏曲。

## 外部連結
- 勃兰登堡协奏曲：国际乐谱典藏计划上的乐谱
- 巴赫布蘭登堡協奏曲（大協奏曲）曲目列表 （页面存档备份，存于）